# Översjön (Lidens socken, Medelpad)
Översjön är en sjö i Sundsvalls kommun i Medelpad och ingår i Indalsälvens huvudavrinningsområde. Sjön är 10 meter djup, har en yta på 0,263 kvadratkilometer och befinner sig 341,1 meter över havet. Sjön avvattnas av vattendraget Kvarnån (Näckån).

## Delavrinningsområde
Översjön ingår i det delavrinningsområde (697836-155713) som SMHI kallar för Utloppet av Översjön. Medelhöjden är 380 meter över havet och ytan är 12,14 kvadratkilometer. Det finns inga avrinningsområden uppströms utan avrinningsområdet är högsta punkten. Kvarnån (Näckån) som avvattnar avrinningsområdet har biflödesordning 2, vilket innebär att vattnet flödar genom totalt 2 vattendrag innan det når havet efter 88 kilometer. Avrinningsområdet består mestadels av skog (76 procent) och sankmarker (22 procent). Avrinningsområdet har 0,26 kvadratkilometer vattenytor vilket ger det en sjöprocent på 2,2 procent.